# Сан-Педро-де-Атакама
Сан-Педро-де-Атакама (исп. San Pedro de Atacama) — посёлок в Чили. Административный центр одноимённой коммуны. Население посёлка — 1938 человек (2002). Посёлок и коммуна входят в состав провинции Эль-Лоа и области Антофагаста.
Территория — 23 439 км². Численность населения — 10 996 жителя (2017). Плотность населения — 0,47 чел./км².

## Расположение
Посёлок расположен в 238 км на северо-восток от административного центра области города Антофагаста.
Коммуна граничит:
- на севере — департамент Потоси (Боливия)
- на востоке и юго-востоке — провинция Жужуй (Аргентина)
- на юго-западе — коммуна Антофагаста
- на западе — коммуна Сьерра-Горда
- на северо-западе — коммуна Калама

## Достопримечательности
Коммуна включает в себя одноимённую пустыню Атакаму. Знаменитое гигантское озеро, спрятанное под толстым соляным покровом, является значительной частью самой большой соляной равнины в Чили Салар-де-Атакама. В этом районе можно встретить 4 вида фламинго, обитающих в лагуне Чаха. К западу от посёлка в отрогах Кордильера-де-ла-Саль располагается живописная Лунная долина.
Наиболее известная достопримечательность — белая церковь Сан Педро 17 века. Она открыта для посещения туристами. В городе побелённые дома из местного камня «адоба». В северной части города находится древнее поселение и крепость Пукара-де-Китор. В 6 км к югу от города располагается один из древнейших археологических памятников на севере Чили — поселение Тулор.
Популярное блюдо туристов — зрелые сушёные стручки чили.

## Демография
Согласно сведениям, собранным в ходе переписи 2017 г  Национальным институтом статистики (INE),  население коммуны составляет:
| Полное население                          | Полное население                          | Полное население                          | Полное население                          | Полное население                          | 10 996 |
| ----------------------------------------- | ----------------------------------------- | ----------------------------------------- | ----------------------------------------- | ----------------------------------------- | ------ |
| в том числе:                              | Городское население                       | 5 524                                     | Процент городского населения, %           | 50,24                                     |        |
|                                           | Сельское население                        | 5 472                                     | Процент сельского населения, %            | 49,76                                     |        |
|                                           | Мужское население                         | 6 161                                     | Процент мужского населения, %             | 56,03                                     |        |
|                                           | Женское население                         | 4 835                                     | Процент женского населения, %             | 43,97                                     |        |
| Плотность населения, чел/км²              | Плотность населения, чел/км²              | Плотность населения, чел/км²              | Плотность населения, чел/км²              | Плотность населения, чел/км²              | 0,47   |
| Население коммуны в % к населению области | Население коммуны в % к населению области | Население коммуны в % к населению области | Население коммуны в % к населению области | Население коммуны в % к населению области | 1,81   |

| Динамика изменения населения коммуны | Динамика изменения населения коммуны | Динамика изменения населения коммуны | Динамика изменения населения коммуны |
| ------------------------------------ | ------------------------------------ | ------------------------------------ | ------------------------------------ |
| 1992                                 | 2002                                 | 2012                                 | 2017                                 |
| 2829                                 | 4969▲                                | 5605▲                                | 10996▲                               |

## Важнейшие населенные пункты[4]
| №  | Название             | Название (исп.)      | Статус            | Население чел. (2017) | На карте                        |
| -- | -------------------- | -------------------- | ----------------- | --------------------- | ------------------------------- |
| 1  | Сан-Педро-де-Атакама | San Pedro de Atacama | город             | 5347                  | 22°54′39″ ю. ш. 68°11′52″ з. д. |
| 2  | Кампаменто-Андино    | Campamento Andino    | шахта             | 1000                  | 23°32′22″ ю. ш. 68°03′25″ з. д. |
| 3  | Токонао              | Toconao              | поселок           | 647                   | 23°11′24″ ю. ш. 68°00′19″ з. д. |
| 4  | Солькор              | Solcor               | индейская деревня | 620                   | 22°55′05″ ю. ш. 68°11′37″ з. д. |
| 5  | Пейне                | Peine                | индейская деревня | 475                   | 23°41′00″ ю. ш. 68°03′47″ з. д. |
| 6  | Сокайре              | Socaire              | индейская деревня | 303                   | 23°35′25″ ю. ш. 67°53′26″ з. д. |
| 7  | Китор                | Quitor               | индейская деревня | 292                   | 22°53′35″ ю. ш. 68°12′41″ з. д. |
| 8  | Солор                | Solor                | индейская деревня | 286                   | 22°56′15″ ю. ш. 68°11′05″ з. д. |
| 9  | Яйе                  | Yaye                 | индейская деревня | 222                   | 22°55′59″ ю. ш. 68°12′26″ з. д. |
| 10 | Секитор              | Sequitor             | индейская деревня | 220                   | 22°56′13″ ю. ш. 68°12′56″ з. д. |
| 11 | Лараче               | Larache              | индейская деревня | 160                   | 22°55′19″ ю. ш. 68°12′15″ з. д. |
| 12 | Кондедуке            | Condeduque           | индейская деревня | 159                   | 22°54′52″ ю. ш. 68°12′26″ з. д. |
| 13 | Койо                 | Coyo                 | индейская деревня | 152                   | 22°57′09″ ю. ш. 68°14′04″ з. д. |
| 14 | Альма                | Alma                 | лагерь            | 145                   | 23°04′19″ ю. ш. 67°58′55″ з. д. |

## В культуре
Город фигурирует в технотриллере "Бот", украинского писателя Макса Кидрука.

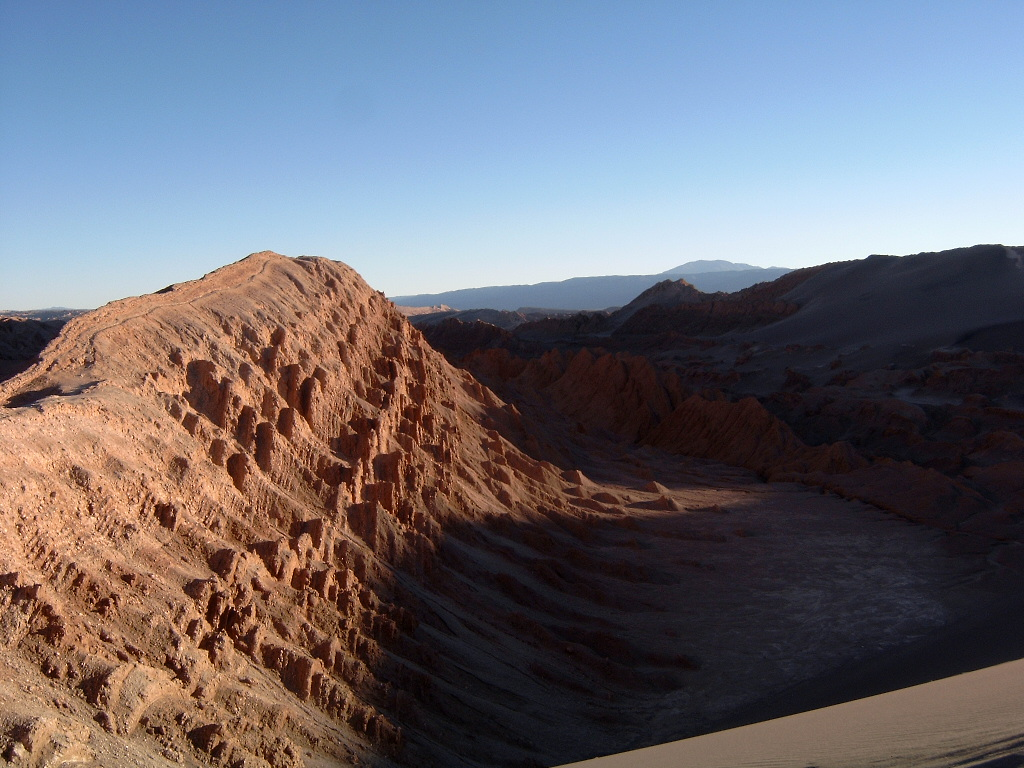
Лунная долина
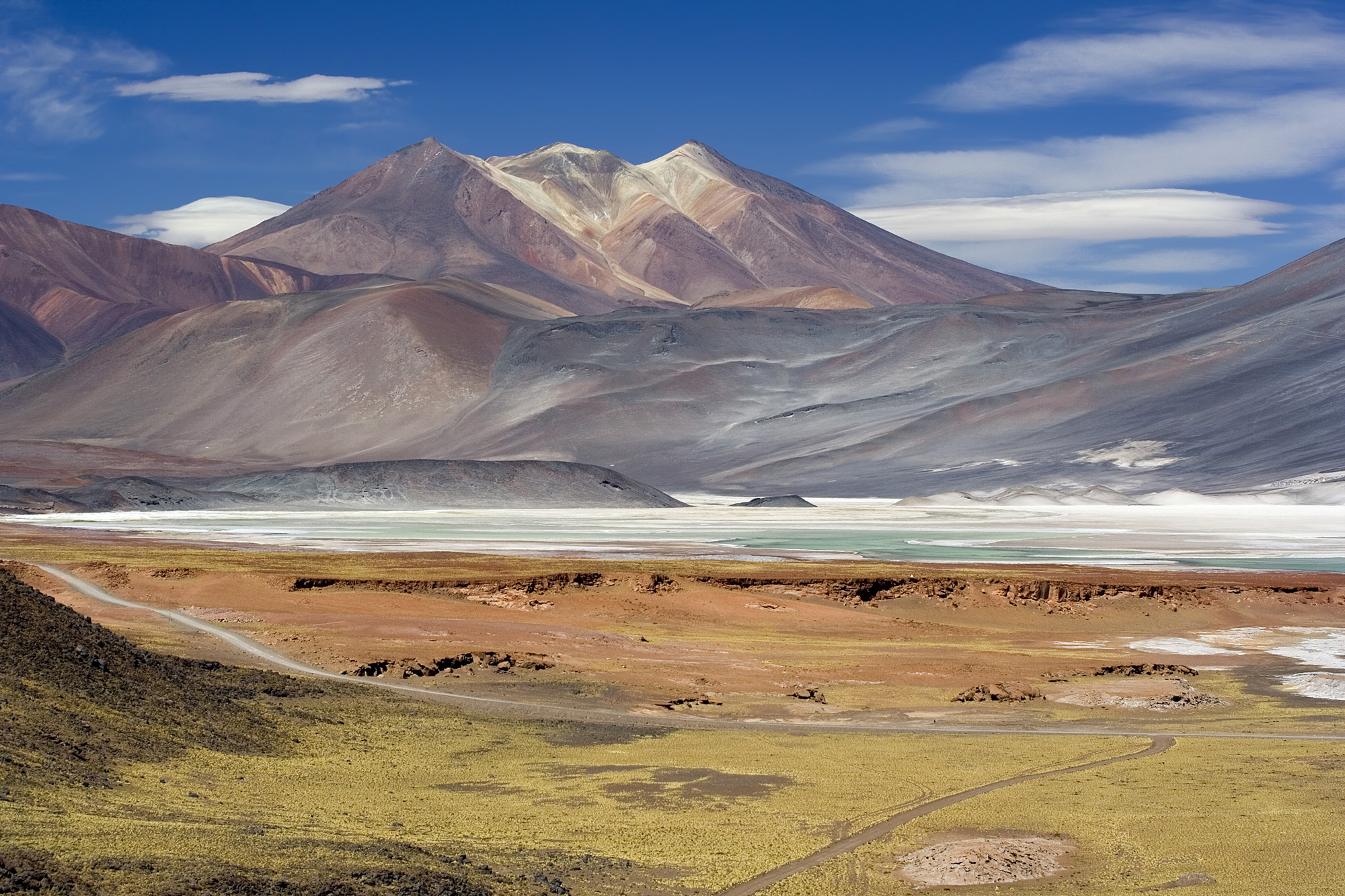
Салар-де-Талар около Сан-Педро-де-Атакама.
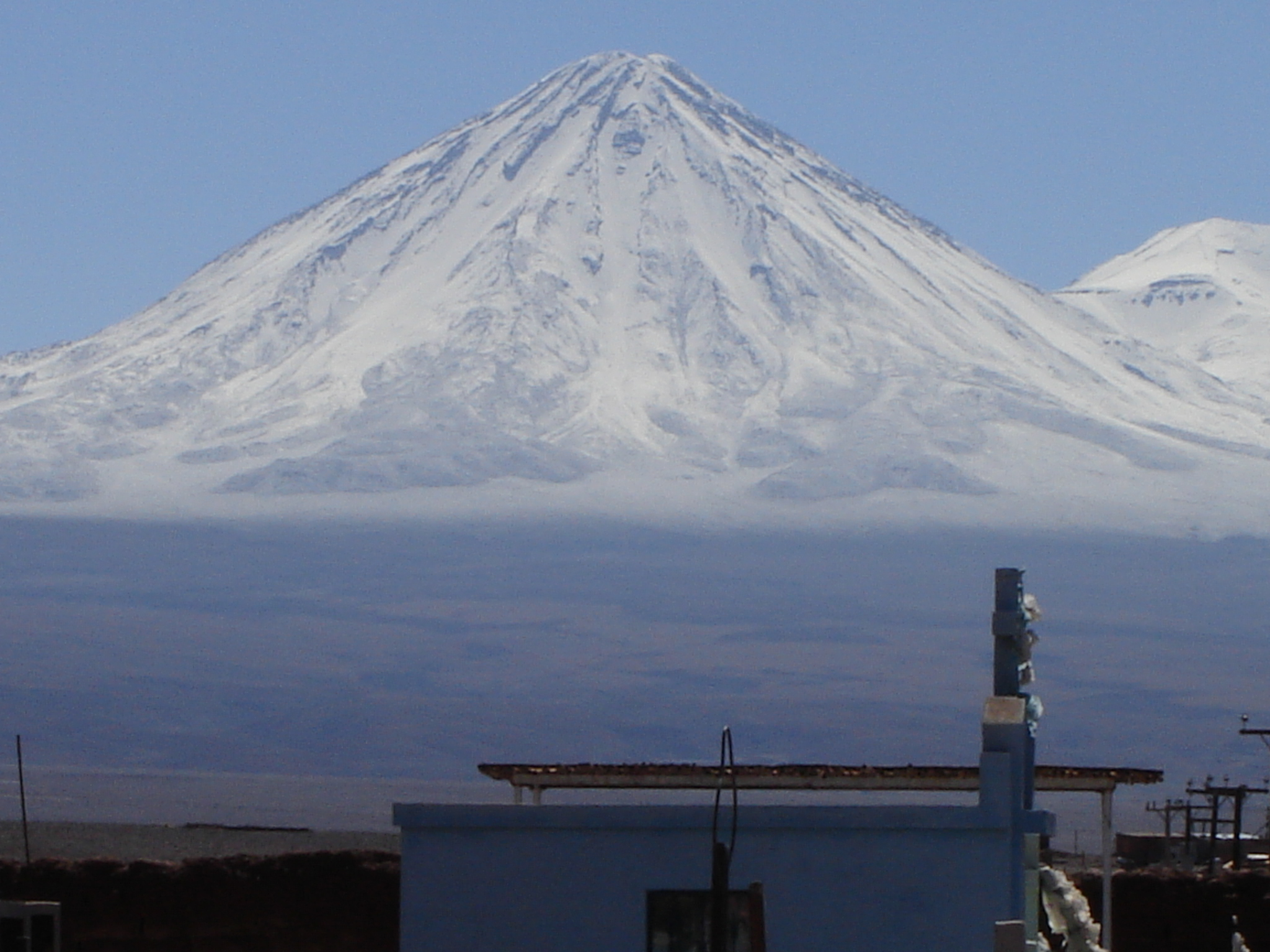
Вулкан Ликанкабур
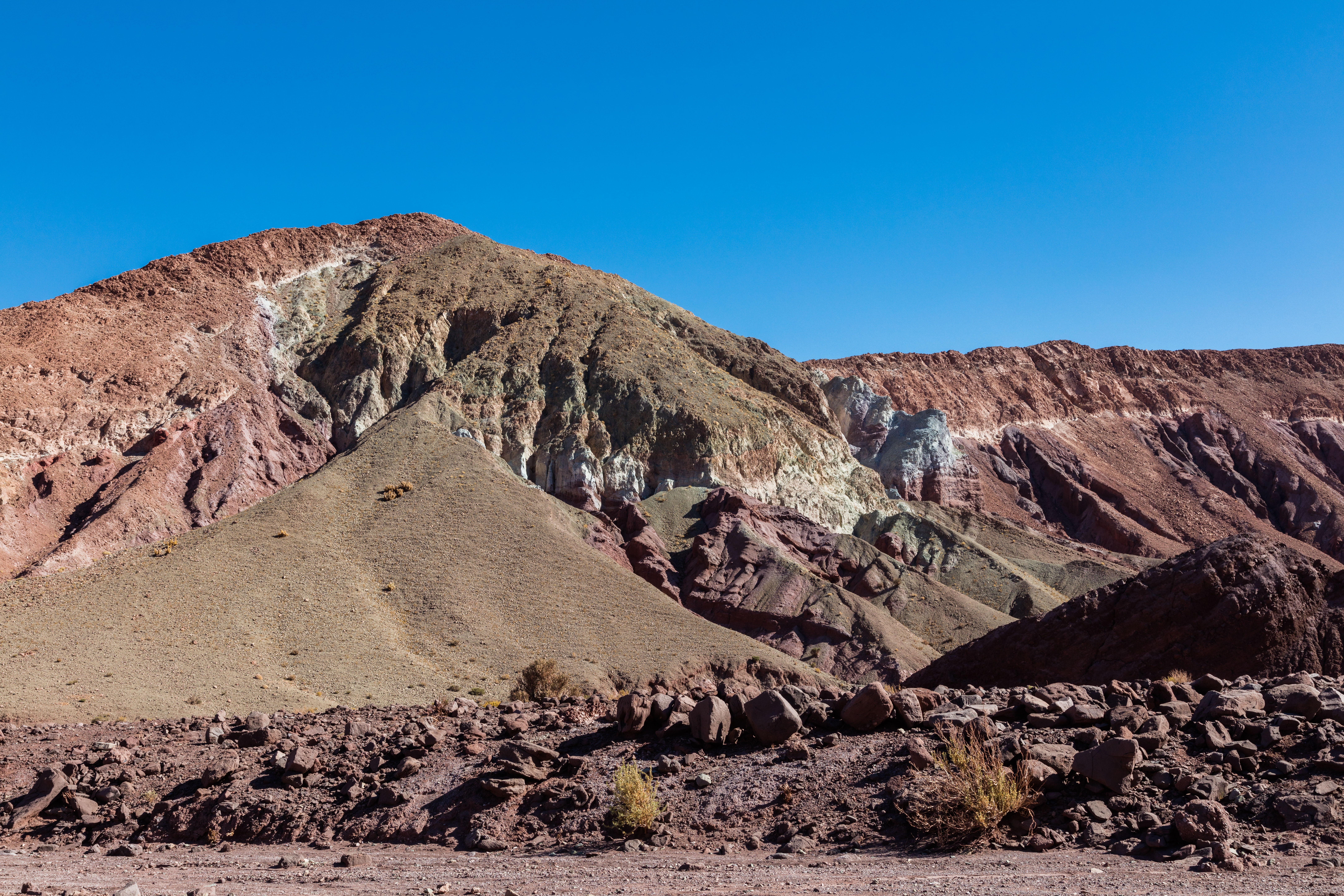
Радужная долина